# Odontomyia rufifacies
Odontomyia rufifacies är en tvåvingeart som beskrevs av Macquart 1850. Odontomyia rufifacies ingår i släktet Odontomyia och familjen vapenflugor. Inga underarter finns listade i Catalogue of Life.